# 声波
声学波动（英語：acoustic wave），即声波，是一种在介质中传播的能量，通过绝热过程增压与减压。用于描述声波的重要物理量有声压、粒子速度、粒子位移和音强。声波以特定的速度传播，这一速度取决于其通过的介质。从扬声器播放的声音（以声速在空气中传播的波）、地震引起的地面运动（穿过地球的波）和用于医学成像的超声波（穿过身体的波）都属于声波。

## 属性

### 声波方程
声波方程描述了声波的传播。下式是描述一维声压的声波方程
{\displaystyle {\partial ^{2}p \over \partial x^{2}}-{1 \over c^{2}}{\partial ^{2}p \over \partial t^{2}}=0}
其中
- {\displaystyle p}是声压，单位为帕
- {\displaystyle x}是波传播方向上的位置，单位为米
- {\displaystyle c}是声速，单位为米每秒
- {\displaystyle t}是时间，单位为秒

粒子速度的波动方程具有相同的形状，如下式
{\displaystyle {\partial ^{2}u \over \partial x^{2}}-{1 \over c^{2}}{\partial ^{2}u \over \partial t^{2}}=0}
其中
- {\displaystyle u}是粒子速度，单位为m/s

对于会损失声波的传播媒介，需要应用更复杂的模型以考虑频率衰减和相速度变化。此类模型包括包含分数导数项的声波方程，另请参见声的衰减。
达朗贝尔给出了无损声波方程的一般模型。对于声压，一种模型是
{\displaystyle p=R\cos(\omega t-kx)+(1-R)\cos(\omega t+kx)}
其中
- {\displaystyle \omega }是角频率，单位为rad/s
- {\displaystyle t}是时间，单位为秒
- {\displaystyle k}是波數，单位为rad·m −1
- {\displaystyle R}是系数，无单位

### 相位
在行波中，压力和质点速度同相，这意味着两个量之间的相位角为零。
使用理想气体定律可以很轻松地证明这一点
{\displaystyle pV=nRT}
其中
- {\displaystyle p}是压力，单位为帕
- {\displaystyle V}是体积，单位为平方米
- {\displaystyle n}是数量，单位为摩尔
- {\displaystyle R}是通用气体常数，其值为{\textstyle 8.314\,472(15)~{\frac {\mathrm {J} }{\mathrm {mol~K} }}}

考虑体积为{\displaystyle V}。当声波以该体积传播时，会发生绝热增压和减压。对于绝热变化，包裹声的体积{\displaystyle V}与压力{\displaystyle p}存在以下关系
{\displaystyle {\partial V \over V_{m}}={-1 \over \ \gamma }{\partial p \over p_{m}}}
其中，{\displaystyle \gamma }是无单位的绝热指数，其下标{\displaystyle m}表示各自变量的平均值。

## 波象
声波是弹性波，可表现出衍射、反射和干涉等现象。另外需要注意的是，空气中传播的声波沿着相同的方向振荡，因此没有极化。

### 干涉
干扰是两个或更多波的添加，导致新的波型。当两个扬声器传输相同的信号时，可以观察到声波的干扰。在某些位置会发生相长干扰，使局部声压加倍。并且在其他位置发生相消干涉，导致局部声压为零帕斯卡。
==驻波== （页面存档备份，存于）